# Clyde Lee
Clyde Wayne Lee (ur. 14 marca 1944 w Nashville) – amerykański koszykarz, występujący na pozycjach silnego skrzydłowego oraz środkowego, uczestnik meczu gwiazd NBA.
Po zakończeniu kariery sportowej komentował w radio spotkania koszykarskie z udziałem uczelnianej drużyny Vanderbilt Commodores.

## Osiągnięcia
Na podstawie, o ile nie zaznaczono inaczej
NCAA
- Mistrz konferencji Southeastern (SEC – 1965)
- 2-krotny zawodnik roku konferencji Southeastern (1965, 1966)[3]
- Zaliczony do:
  - I składu:
    - All-American (1966)
    - turnieju NCAA (1965)

  - II składu All-American (1965)
  - Galerii Sław Sportu uczelni Vanderbilt[4]
- Uczelnia Vanderbilt zastrzegła należący do niego numer 43

AAU
- Zaliczony do I składu AAU All-American (1966)[5]

NBA
- Finalista NBA (1967)[6]
- Uczestnik meczu gwiazd NBA (1968)[7]